# 法丛
在数学领域之微分几何中，法丛（normal bundle）是一个特殊的向量丛，得自一个嵌入或浸入，是切丛的补。

## 定义

### 黎曼流形
设{\displaystyle (M,g)}是一个黎曼流形，{\displaystyle S\subset M}是一个黎曼子流形。对给定的{\displaystyle p\in S}，一个向量{\displaystyle n\in \mathrm {T} _{p}M}定义为{\displaystyle S}的法向量，如果{\displaystyle g(n,v)=0}对所有{\displaystyle v\in \mathrm {T} _{p}S}（从而{\displaystyle n} 正交于{\displaystyle \mathrm {T} _{p}S}）。这样的{\displaystyle n}的集合{\displaystyle \mathrm {N} _{p}S}称之为{\displaystyle S}在{\displaystyle p}的法空间。
就像一个流形的切丛是由流形的所有切空间构造的，{\displaystyle S}的法丛的全空间{\displaystyle \mathrm {N} S}定义为
{\displaystyle \mathrm {N} S:=\coprod _{p\in S}\mathrm {N} _{p}S.\,}
余法丛定义为法丛的对偶丛。它可以自然实现为余切丛的子丛。

### 一般定义
更抽象地，给定一个浸入{\displaystyle i\colon N\to M}（比如嵌入），我们可以定义N在M中的法丛，在每一点取M上的切丛对N的切丛的商空间。对黎曼流形我们可将商与正交补等同，但一般不可行（这样一种选取等价于投影{\displaystyle V\to V/W}的一个截面）。
从而法丛一般是周围空间对限制在子丛上切丛的商。
正式地，N在M中的法丛是M的切丛的一个商丛： 
我们有N上向量丛的短正合序列：
{\displaystyle 0\to TN\to TM\vert _{i(N)}\to T_{M/N}:=TM\vert _{i(N)}/TN\to 0}
这里{\displaystyle TM\vert _{i(N)}}是M的切丛限制在N上（准确地说，M的切丛{\displaystyle i^{*}TM}通过映射{\displaystyle i} 拉回到N上）。

## 稳定法丛
抽象流形由一个典范切丛，但没有法丛：只有当一个流形嵌入（或浸入）另一个流形时诱导了一个法丛。但是，由惠特尼嵌入定理，每个紧流形可以嵌入在{\displaystyle \mathbf {R} ^{N}}中，给了这样一个嵌入，每个流形有一个法丛。
一般没有自然的嵌入方式，但对给定的M，任何两个嵌入在{\displaystyle \mathbf {R} ^{N}}中，对足够大N是正则同伦的，从而诱导了相同的法丛。所得的法丛类（这是一个丛的类而不是一个特定的丛，因为N可以变）称为稳定法丛。

## 对偶于切丛
法丛在K-理论的意义下对偶于切丛：
由上一个短正合序列，在格罗滕迪克群中
{\displaystyle [TN]+[T_{M/N}]=[TM].\,}
浸入在{\displaystyle \mathbf {R} ^{N}}中的情形，周围空间的法丛是平凡的（由于{\displaystyle \mathbf {R} ^{N}}可缩，从而可平行化），故{\displaystyle [TN]+[T_{M/N}]=0}，从而{\displaystyle [T_{M/N}]=-[TN]}。
这在计算示性类时有用，可用于证明一个流形可浸入和可嵌入欧几里得空间中的下界。